# Kateřina Holubcová
Kateřina Holubcová (nacida como Kateřina Losmanová, Ústí nad Labem, 28 de junio de 1976) es una deportista checa que compitió en biatlón. Ganó dos medallas en el Campeonato Mundial de Biatlón de 2003, oro en la prueba individual y bronce en velocidad, y dos medallas de plata en el Campeonato Europeo de Biatlón, en los años 2000 y 2003.

## Palmarés internacional
| Campeonato Mundial | Campeonato Mundial     | Campeonato Mundial | Campeonato Mundial |
| Año                | Lugar                  | Medalla            | Prueba             |
| ------------------ | ---------------------- | ------------------ | ------------------ |
| 2003               | Janty-Mansisk (Rusia)  | Medalla de oro     | Individual         |
| 2003               | Janty-Mansisk (Rusia)  | Medalla de bronce  | Velocidad          |
| Campeonato Europeo |                        |                    |                    |
| Año                | Lugar                  | Medalla            | Prueba             |
| 2000               | Zakopane (Polonia)     | Medalla de plata   | Relevos            |
| 2003               | Forni Avoltri (Italia) | Medalla de plata   | Relevos            |